# Émile Fayolle
Émile Fayolle (Puy-en-Velay, Haute-Loire, 1852. május 14. – Párizs, 1928. augusztus 27.) francia katonatiszt, nyugalmazott dandártábornok. Az első világháborúban reaktiválták. Hadosztály-tábornoki rangban, hadtest- és hadsereg-parancsnoki beosztásban több fontos hadműveletet vezényelt a nyugati és az olaszországi frontokon. 1918-tól a megszállt német Rajna-vidék katonai kormányzója. 1921-ben megkapta a Franciaország marsallja kitüntető méltóságot.

## Élete

### Származása
Marie-Émile Fayolle 1852-ben született az auvergne-i Le Puy-en-Velay-ban. Édesapja, Jean Pierre Auguste Fayolle csipkekereskedő (négociant dentellier), édesanyja Marie Rosine Badiou volt. Hat testvér közül Émile volt a legidősebb.

### Tanulmányai
A helyi Notre-Dame de France kollégiumba (röviden „PNDF”) járt, amelyet 1854-ben a katolikus tanító testvérek rendje alapított a városban, majd a Saint-Michel középiskolába a Loire megyei Saint-Étienne-ben.
1873–1875 között Palaiseau-ban, a École polytechnique tiszti műszaki főiskolán tanult. A tüzérségi fegyvernemet választotta, két évet a fontainebleau-i fegyvernemi szakosító iskolában (École d’Application) tanult. Végzés után, 1877. október 1-jén hadnagyi rangban a francia 16. tüzérezredhez helyezték.

### Katonai pályája az első világháborúig
1878 októberétől 1879 októberéig egyéves tanfolyamot végzett a saumuri Lovassági Iskolán (École de Cavalerie). Egységéhez visszatérve 1881-ben részt vett a tunézia felkelők leverésében.
1882. május 2-án áthelyezték a 3. tüzérezredhez, ahol lovaglási és gépjármű-vezetési oktatóként kezdett dolgozni, de már egy hét múlva, május 10-én tovább helyezték a 35. tüzérezredhez, ugyanezekkel a feladatokkal. Itt a következő évben, 1883. július 11-én századossá léptették elő. Ennél az ezrednél maradt egészen 1890. december végéig.
Közben, 1889. április 12-én vezérkari akadémiára (École Supérieure de Guerre, ESG) küldték, ahol 1891 novemberében kitüntetéssel végzett. Gyakornokként felvették a tüzérségi fegyvernem törzskarához, Párizsban.
1895. április 14-én őrnaggyá (chef d’escadron) léptették elő. Két évvel később, 1897. novemberétől tüzérségi alkalmazást és taktikát tanított a vezérkari akadémián (École supérieure de guerre). Öt évvel később, 1902. december 30-án alezredessé lépett elő, és a vezérkari akadémia címzetes tanárává nevezték ki. Folyamatosan hirdette a tüzérség mozgatásának és a gyalogsággal összhangban történő alkalmazásának jelentőségét. Az akadémián vele egyidőben tanított Ferdinand Foch (általános taktikát) és Phlippe Pétain (gyalogsági taktikát), két későbbi hadvezér és marsall.
1907. június 23-án ezredesi rangot kapott, 1908-ban a 36. tüzérezred élére helyezték. 1910. december  31-én dandártábornokká léptették elő, a francia 12. hadtest tüzérségének parancsnoka lett.
1912-ben a 19. tüzérdandár parancsnoka lett. Ez lett volna utolsó parancsnoki megbízatása. Két év múlva, 1914. május 14-én nyugállományba vonult.

### Házassága, leszármazottai
1883-ban Clermont-Ferrand-ban házasságot kötött Marie Louise Augustine Collangettes-tel (1859–1940). Két gyermekük született:
- Marie-Catherine Jeanne Fayolle (1883–1977), aki Paul Arthur Marie Chaudessolle katonatiszthez (1889–1966), későbbi hadosztálytábornokhoz ment feleségül. Az ő unokájuk, Anne Pingeot (*1943) művészettörténész 1957-től François Mitterrand későbbi államfő első (sokáig titkolt) élettársa és gyermekének anyja.[13][14]
- Marie-Martin Pierre Fayolle (1886–1949) mérnök-haditengerész,[15] aki Marie-Henriette Léonie Suzanne Tézenas du Montcel-t vette feleségül, közös fiuk ifj. Émile Fayolle (1916–1942), aki a Szabad Francia Erők harci pilótája lett, gépét a dieppe-i rajtaütés során lőtték le.

### Az első világháborúban
1914 júliusában, a hadiállapot beállásakor Fayolle-t reaktiválták, és kinevezték a Lotaringiában állomásozó francia 70. (tartalék) hadtest 139. dandárjának parancsnokává. 1914. augusztus 13-án Joseph Joffre, a haderő főparancsnoka minden tisztségéből leváltotta a 70. hadtest parancsnokát, Charles Bizart tábornokot, helyére átmenetileg Fayolle-t helyezte, akit 1915. május 14-én ideiglenes, az 1915-ös év végéig tartó hatállyal hadosztály-tábornokká léptetett elő. Egy hónappal később, 1915. június 21-én Fayolle megkapta a 33. hadtest parancsnokságát.

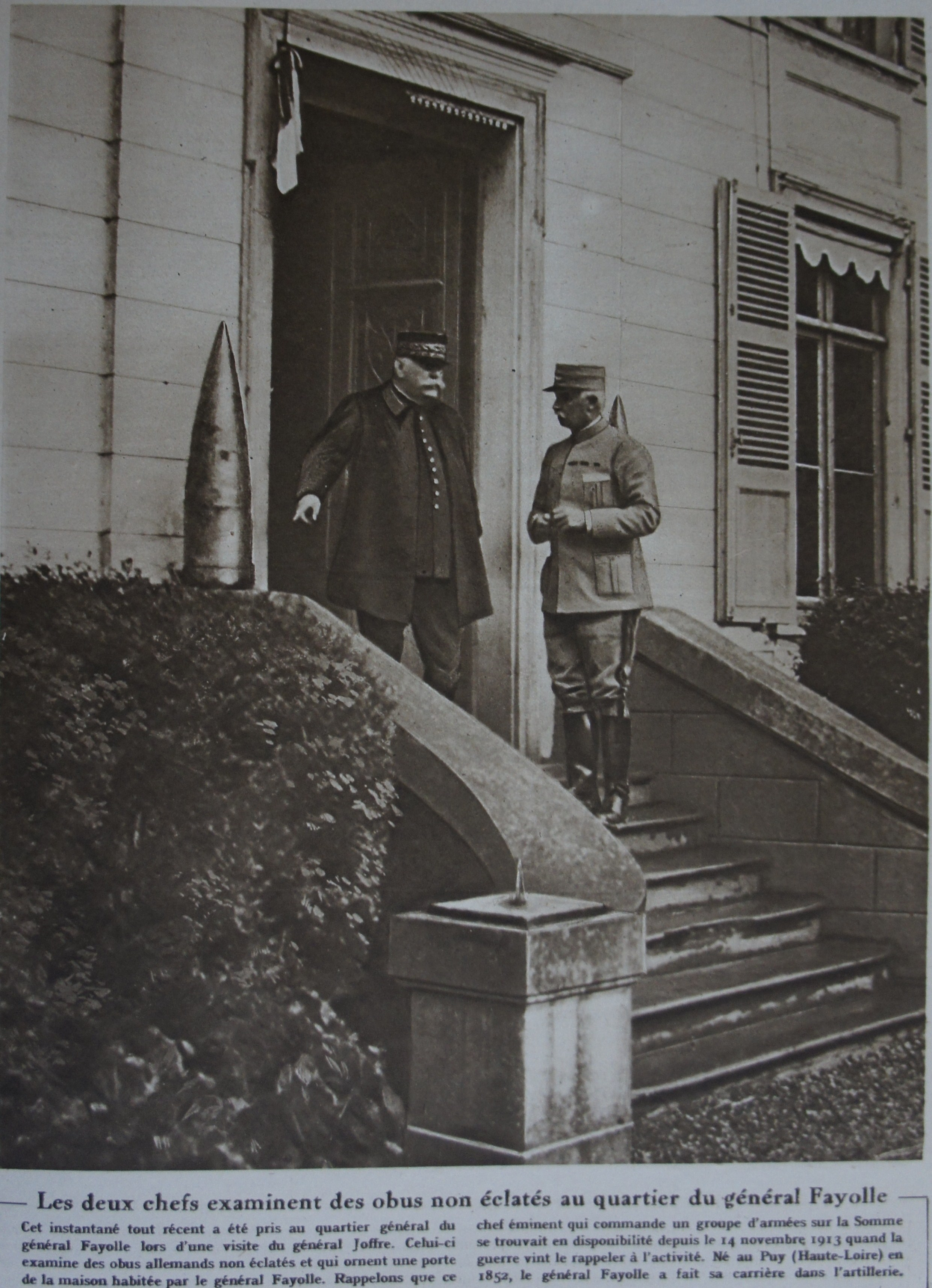
Joffre és Fayolles, 1916 novemberében

1916 február 26-án kinevezték a francia 6. hadsereg parancsnokává, március 25-én ideiglenes hadosztálytábornoki rendfokozatát véglegesítették. Az 1916 nyarán–őszén folyó Somme-i csatában az általa vezetett támadó hadműveletek sikertelennek bizonyultak, csapatai nagy vérveszteségeket szenvedtek, de Fayolles nimbusza nem halványult el sem ettől, sem attól, hogy védnökét, Joseph Joffre tábornokot 1916 decemberében leváltották haderő-főparancsnoki tisztségéről, és helyére Robert Nivelle tábornokot helyezték. Fayolle-t 1916. december 19-én a 4. hadsereg, december 31-én az 1. hadsereg parancsnokává nevezték ki.
1917 májusában – amikor Robert Nivelle haderő-főparancsnokot leváltották, és helyére Philippe Pétain tábornok került – Fayolle-t kinevezték a Középső Hadseregcsoport élére. Ez a hadsereg részt vett a Champagne-i hadműveletekben, aztán a Verdun tehermentesítésére irányuló francia offenzívákban. 1917. november 16-án, amikor a caporettói olasz vereség katasztrófával fenyegetett, Fayolle-t kinevezték az olaszországi francia csapatok főparancsnokává és had hadosztállyal a visszavonuló olasz csapatok megerősítésére.
1918 márciusáig maradt Észak-Olaszországban, ekkor hazarendelték. Pétain főparancsnok a francia tartalék-hadseregcsoport élére állította. 1918 márciusában, a németek tavaszi offenzívája idején a tartalék hadseregek 55 hadosztályának bevetésével állította meg a Párizs felé törő ellenséget. 1918 július 10-én megkapta a Becsületrend Nagykeresztjét.

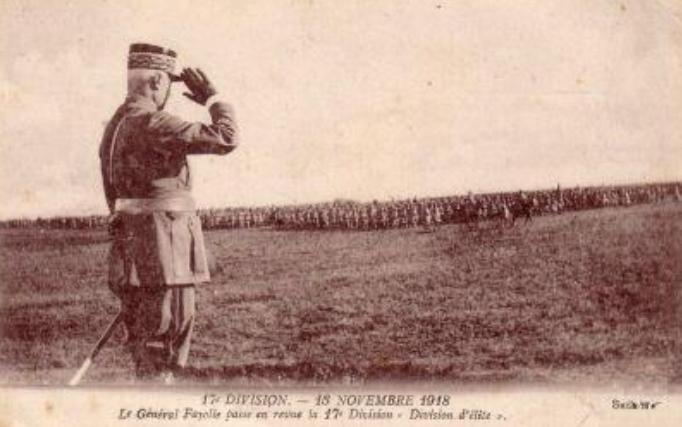
Fayolle a 17. gárdahadosztály győzelmi szemléjén (1918. november 13-án)

Fayolles tartalék hadseregének hadosztályai 1918 nyarán a második marne-i csatában is sikert értek el. 1918 őszén, a szövetséges ellentámadás során a front középső szakaszán harcoltak. A Rajna felé irányuló ellenlökéssel jelentősen közelebb hozták a szövetséges győzelmet. Az 1918. november 11-én megkötött compiègne-i fegyverszünet megkötése után, még december folyamán Fayolles tábornok, Charles Mangin tábornokkal együtt elfoglalta Mainz városát és megszállta a Rajnától nyugatra fekvő német területeket, a Rajna-vidéket (Rheinland/Rhenanie). Fayolles lett a Rajna-vidéken állomásozó francia csapatok főparancsnoka. Intenzíven támogatta a szeparatista szervezeteket. (Ennek nyomán kiáltották ki 1921-re a franciabarát Rajnai Köztársaságot (Rheinische Republik/République Rhénanie), majd 1923-ban a Pfalzi Köztársaságot).

### A világháború után
1920. február 20-án mentességet kapott a tábornokokra kötelező öregségi korhatár hatálya alól, és aktív hadosztály-tábornoki rangját életfogytig megerősítették.
1920. június 14-én a háborús jóvátételt vizsgáló bizottság elnöke lett. 1920. június 19-én kinevezték Franciaország képviselőjévé a Népszövetség Tanácsának állandó katonai, haditengerészeti és légügyi konzultatív bizottságába. 1920. július 5-én Franciaország Legfelsőbb hadügyi tanácsának (Conseil supérieur de la guerre) tagjává nevezték ki, itt 1921–1924 között a légierő főfelügyelőjének tisztségét látta el.
1921. február 9-én a francia légierő főfelügyelőjévé nevezték ki. Számtalan francia és külföldi kitüntetést kapott, ezek között 1921. február 19-én megkapta a Franciaország marsallja kitüntető címet. Később Kanadába küldték diplomáciai megbízással, hogy tolmácsolja a francia kormány háláját és köszönetét a világháborúban kapott katonai segítségért. A kanadai kormányfőnek átnyújtotta Auguste Rodin „La France” című allegórikus bronz mellszobrát, mely Franciaországot jelképezte.
Fayolle marsall párizsi lakóhelyén hunyt el 1928. augusztus 27-én. Ünnepélyes állami temetést kapott, a párizsi Hôtel des Invalides kormányzói kriptájában nyugszik.

## Emlékezete

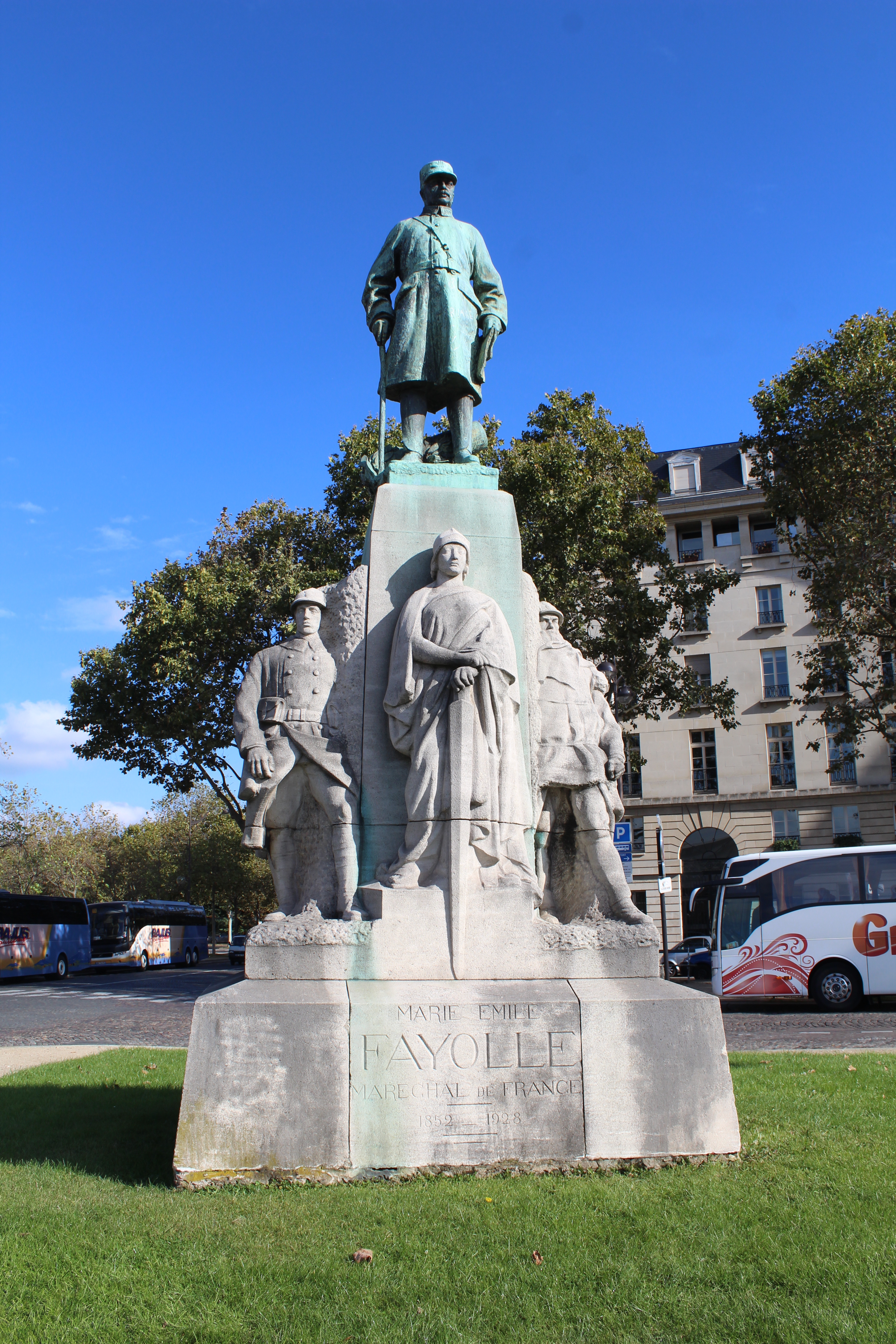
Fayolle tábornok szobra Párizsban, a Vauban téren

- Le Puy-en-Velay-ban az utcát, ahol szülőháza állt, (rue du Chenebouterie) 1961-ben Boulevard du Maréchal-Fayolle-ra keresztelték át.[16]
- Fayolle marsallról elnevezett közterületek (avenue du Maréchal-Fayolle vagy rue du Maréchal-Fayolle) vannak Párizs 16. kerületében, Angoulême-ben, Bègles-ben, Bergerac-ban, Bordeaux-ban, Compiègne-ben, Guerben, Issoire-ban, Lyon-ban, Marseille-ben, Nogent-sur-Marne-ban, Nîmes-ben, Poitiers-ben és Yssingeaux-ban.
- Palaiseau-ban az École polytechnique egyik épülete viseli a nevét.

## Kiadott művei
- La guerre racontée par nos généraux, II. kötet (De la Somme au Rhin) és III. kötet (Les batailles de la délivrance), 1920
- Au Canada, Gabriel Hanotaux előszavával, Librairie F. Alcan, 1922
- Cahiers secrets de la Grande Guerre, a háború alatt írt újságcikkeinek gyűjteménye, Nouveau Monde kiadó, 1964 (e-könyv 2003)